# Тобијас Бјерг
Тобијас Бренум Бјерг (дан. Tobias Brønnum Bjerg; 21. април 1998) дански је пливач чија специјалност су трке прсним стилом. Вишеструки је национални првак и рекордер.

## Спортска каријера
Успешан деби на међународним такмичењима, Бјерг је имао на првим Европским играма у Бакуу 2015, где је у јуниорској конкуренцији успео да освоји бронзану медаљу у трци на 50 метара прсним стилом, док је трку на 100 метара окончао на четвртој позицији. Годину дана касније, на европском јуниорском првенству у мађарском Ходмезевашархељу осваја четврто место у финалу трке на 50 прсно, што је био и његов опроштај од јуниорске конкуренције.
Деби на сениорским такмичењима је имао на европском првенству у малим базенима у Копенхагену 2017, где је најбоље резултате остварио као члан штафета на 4×50 мешовито (мушка и мешовита штафета), са којима је успео да се пласира у финала. Пливао је и на европском првенству у великим базенима у Глазгову 2018, али без неких запаженијих резултата.
Најбоље резултате у дотадашњој сениорској каријери постигао је током 2019. године. Прво је у априлу месецу, на Отвореном првенству Данске у Копенхагену, освојио титулу национаног првака, поставивши нови национални рекорд у трци на 100 прсно коју је испливао у времену од 59,17 секунди, поставши уједно и првим данским пливачем у историји који је ту деоницу испливао за мање од једног минута.
Потом је крајем јуна по први пут наступио на светском првенству у великим базенима, које је те године одржано у корејском Квангџуу. Бјерг је у Кореји наступио у четири дисциплине, а најбољи резултат је остварио у трци на 50 прсно у којој се пласирао у полуфинале у којем је испливао време од 27,08 секунди, поделивши тако осмо место са руским пливачем Кирилом Пригодом. У распливавању за финале Пригода је био успешнији, а Бјерг није успео да се пласира у своје прво велико финале у каријери. У трци на 100 прсно био је 23. у квалификацијама, на 50 слободно је био тек 52, док је данска микс штафета на 4×100 мешовито, за коју су поред Бјерга пливали још и Мије Нилсен, Виктор Бромер и Сигне Бро, заузела 14. место у квалификацијама. 
Бјерг је годину окончао наступом на европском првенству у малим базенима у Глазгову, где осваја бронзану медаљу у микс штафети на 4×50 мешовито, а у финалу трке на 100 прсно заузима високо седмо место.  